# Selkäsaari (ö i Norra Österbotten, Haapavesi-Siikalatva, lat 64,60, long 25,57)
Selkäsaari är en ö i Finland. Den ligger i sjön Mankilanjärvi och i kommunen Siikalatva i den ekonomiska regionen  Haapavesi-Siikalatva ekonomiska region  och landskapet Norra Österbotten, i den centrala delen av landet, 500 km norr om huvudstaden Helsingfors. Öns area är 0,9 hektar och dess största längd är 160 meter i sydöst-nordvästlig riktning.